# مرغ باران زینو
مرغ باران زینو (نام علمی: Pterodroma madeira) نام یک گونه از سرده مرغ باران خرمگسی است.